# ジョン・センピル (第11代センピル卿)
第11代センピル卿ジョン・センピル（英語: John Sempill, 11th Lord Sempill、1685年頃 – 1727年2月17日）は、スコットランド貴族。

## 生涯
グラスフォード卿フランシス・アバークロンビー（1654年 – 1703年11月23日埋葬、アレクサンダー・アバークロンビーの息子。グラスフォード卿は1685年創設の一代貴族）と第9代センピル女卿アン・アバークロンビー（1695年没）の息子として、1685年頃に生まれた。
1715年ジャコバイト蜂起では政府側としてエアシャー民兵の訓練を担当、同年8月22日にはアーバインで同じく政府側の第9代エグリントン伯爵アレクサンダー・モンゴメリー、第3代キルマーノック伯爵ウィリアム・ボイド、初代グラスゴー伯爵デイヴィッド・ボイルと合流して総勢6,000人となった。
1716年8月に兄フランシスが死去するとセンピル卿の爵位を継承、1717年1月29日に正式に確認された。
1727年2月17日に生涯未婚のまま死去、20日に埋葬された。弟ヒューが爵位を継承した。